# Liga Europeia de Voleibol Masculino
A Liga Europeia de Voleibol Masculino é torneio anual realizado pela Confederação Europeia de Voleibol para equipes que não conseguiram classificação para a Challenger Cup com o objetivo de possibilitar a participação desses times em uma competição anual.

## Histórico
Sua primeira edição foi realizada em 2004 na República Tcheca, e teve como campeã a seleção anfitriã.

## Formato da competição
Sempre com formato semelhante ao da Liga Mundial, as equipes jogam dentro de seus grupos (dois ou três, variando a cada edição) em turno e returno, duas vezes em cada turno, sendo que a primeira colocada de cada grupo se juntam ao país-sede da fase final para a disputa da mesma, em simples semifinais e final. Em 2009 passou a classificar seu campeão para as qualificatórias da Liga Mundial do ano seguinte e desde a reformulação da Liga Mundial em  2014 classifica os dois melhores colocados ao grupo 3 da competição.
Em 2018, o torneio foi divido em duas divisões: Liga Ouro e Liga Prata. As equipes campeã e vice-campeã da Liga Ouro obtêm o acesso à Challenger Cup do ano subsequente, e a última equipe na classificação geral regride a Liga Prata.

## Liga Ouro

### Quadro geral Liga Ouro
| Ordem | País               | Medalha de ouro | Medalha de prata | Medalha de bronze | Total |
| ----- | ------------------ | --------------- | ---------------- | ----------------- | ----- |
| 1     | Turquia            | 3               | 2                | 3                 | 8     |
| 2     | Ucrânia            | 2               | 2                | 0                 | 4     |
| 3     | Países Baixos      | 2               | 1                | 2                 | 5     |
| 4     | Chéquia            | 2               | 1                | 1                 | 4     |
| 5     | Estônia            | 2               | 0                | 1                 | 3     |
| 5     | Eslováquia         | 2               | 0                | 1                 | 3     |
| 7     | Espanha            | 1               | 3                | 2                 | 6     |
| 8     | Portugal           | 1               | 1                | 1                 | 3     |
| 9     | Rússia             | 1               | 1                | 0                 | 2     |
| 10    | Eslovênia          | 1               | 0                | 2                 | 3     |
| 11    | Alemanha           | 1               | 0                | 0                 | 1     |
| 11    | Bélgica            | 1               | 0                | 0                 | 1     |
| 11    | Montenegro         | 1               | 0                | 0                 | 1     |
| 14    | Macedônia do Norte | 0               | 3                | 0                 | 3     |
| 15    | Croácia            | 0               | 2                | 2                 | 4     |
| 16    | Grécia             | 0               | 1                | 1                 | 2     |
| 17    | Finlândia          | 0               | 1                | 0                 | 1     |
| 17    | Bielorrússia       | 0               | 1                | 0                 | 1     |
| 19    | Áustria            | 0               | 0                | 1                 | 1     |
| 19    | Polônia            | 0               | 0                | 1                 | 1     |
| 19    | Suécia             | 0               | 0                | 1                 | 1     |

## Liga Prata

### Quadro geral Liga Prata
| Ordem | País               | Medalha de ouro | Medalha de prata | Medalha de bronze | Total |
| ----- | ------------------ | --------------- | ---------------- | ----------------- | ----- |
| 1     | Romênia            | 2               | 0                | 0                 | 2     |
| 2     | Letônia            | 1               | 0                | 1                 | 2     |
| 3     | Croácia            | 1               | 0                | 0                 | 1     |
| 3     | Dinamarca          | 1               | 0                | 0                 | 1     |
| 3     | Israel             | 1               | 0                | 0                 | 1     |
| 6     | Áustria            | 0               | 1                | 2                 | 3     |
| 7     | Macedônia do Norte | 0               | 1                | 1                 | 2     |
| 7     | Hungria            | 0               | 1                | 1                 | 2     |
| 9     | Finlândia          | 0               | 1                | 0                 | 1     |
| 9     | Bielorrússia       | 0               | 1                | 0                 | 1     |
| 9     | Grécia             | 0               | 1                | 0                 | 1     |
| 12    | Ilhas Feroé        | 0               | 0                | 1                 | 1     |

## MVP por edição

### Liga Ouro
| - 2004 – Petr Pláteník - 2005 – Pavel Abramov - 2006 – Guido Görtzen - 2007 – Guillermo Falasca - 2008 – Martin Sopko - 2009 – Jochen Schöps - 2010 – Valdir Sequeira - 2011 – Tomas Kmet | - 2012 – Emre Batur - 2013 – Bram Van den Dries - 2014 – Miloš Ćulafić - 2015 – Dejan Vinčič - 2016 – Robert Täht - 2017 – Maksym Drozd - 2018 – Renee Teppan - 2019 – Arslan Ekşi | - 2021 – Adis Lagumdzija - 2022 – Jan Galabov - 2023 – Kaan Gürbüz - 2024 – Yevhenii Kisiliuk |

### Liga Prata
- 2018 –  Leo Andrić
- 2019 –  Rares Ionut Balen
- 2021 –  Mads Kyed Jensen
- 2022 –  Cristian Bartha
- 2023 –  Kristóf Horváth
- 2024 –  Shay Liberman